# (16880) 1998 BW11
A (16880) 1998 BW11 a Naprendszer kisbolygóövében található aszteroida. A LINEAR projekt keretében fedezték fel 1998. január 23-án.